# Rhionaeschna joannisi
Rhionaeschna joannisi är en trollsländeart som först beskrevs av Martin 1897.  Rhionaeschna joannisi ingår i släktet Rhionaeschna och familjen mosaiktrollsländor. Inga underarter finns listade i Catalogue of Life.